# Aylesbury
Aylesbury a délkelet-angliai Buckinghamshire megye székhelye. Londontól 58 kilométerre található A város lakossága a 2011-es népszámlálás szerint 58 740 fő.

## Történelme
A település neve óangol eredetű. Legkorábban Æglesburghként említették, ami „Aegel erődjét” jelenti, annak ellenére, hogy Aegel nevű hely semmilyen feljegyzésben nem szerepel. Egy 1985-ben, a belvárosban elvégzett ásatás során egy vaskori erőd maradványára bukkantak a korai 4. századból. Aylesbury az ősi britonok egyik támpontja volt, amit az angolszászok foglaltak el később 571-ben és emeltek ott egy erődöt vagy várat, amire a város szász hangzású neve is utalhat.
Az angolszász időkben Aylesbury fontos piaci város volt. Itt temették el Szent Osythot, akinek síremléke zarándokok közkedvelt célpontja. A normann hódítás idején Hódító Vilmos a saját udvari birtokához csatolta Aylesbury Manort, és a Domesday Bookban is mint királyi tulajdon szerepel.

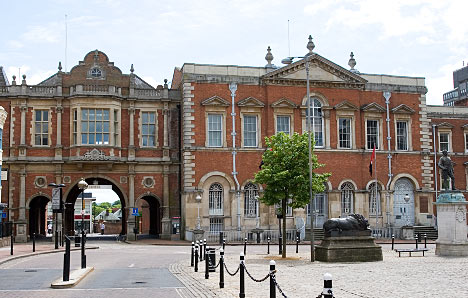
Market Square

1450-ben a yorki érsek, John Kemp egyházi intézményt alapított Aylesburyben Guild of St Mary néven, ami később helyi méltóságok találkozóhelye és nem egyszer politikai cselszövések központja lett. Jelentős szerepet kapott a rózsák háborúja végső kimenetelében is.
1529-ben VIII. Henrik a várost Buckinghamshire megye székhelyévé tette. A pletykák szerint azért, mert a birtok Thomas Boleynhez, a későbbi királyné, Anne Boleyn apja birtokához tartozott, és a király így próbálta leendő apósa kegyeit elnyerni.
A polgárháború idején a város kiemelt szerepet kapott, Oliver Cromwell erőinek egyik jelentős központjaként a parlamentaristák oldalán. Aylesburyben, több piaci városhoz hasonlóan jelentős számú puritán élt, akik elkötelezett köztársaságpártiak voltak. Itt vívták 1642-ben az Aylesbury-i csatát is, amely a parlamentaristák győzelmével végződött.
Az Aylesburytől délnyugatra található Hartwellben halt meg száműzetése alatt Mária Jozefina francia királyné, XVIII. Lajos felesége 1810-ben. Ő volt az egyetlen francia királyné, akit angol földbe temettek. A Westminsteri apátságban helyezték nyugalomra, bár férje kérésére később Szardíniában temették el.
A város az 1960-as években ismét a figyelem középpontjába került, amikor az Aylesbury Királyi Bíróságon folyt a Nagy vonatrablás vádlottjainak tárgyalása. Magára a rablásra 1963-ban került sor Ledburnnél, tíz kilométerre Aylesburytől.
A 2005-ös londoni terrortámadás egyik elkövetője, a jamaicai születésű Germaine Lindsay, Aylesburyben bejelentett hivatalos lakcímmel rendelkezett a merénylet idején.

## Kultúra és közösségi élet
A városban számos pub és night club található, továbbá a Queens Park Centre az ország legnagyobb független művészeti központja.
A helyi újság a Bucks Herald, a rádió pedig a Mix 96.
Az új építésű, 42 millió fontba került Aylesbury Waterside Színház 2010 októberében nyitotta meg kapuit, és 1200 férőhellyel rendelkezik.

## Sport
A város két félprofi labdarúgócsapattal rendelkezik: Aylesbury FC és Aylesbury United. A helyi krikettcsapatot 1837-ben alapították és a legnagyobb sikereit az 1950-es és az 1980-as években érte el.

## Fordítás
- Ez a szócikk részben vagy egészben  az   Aylesbury című angol Wikipédia-szócikk fordításán alapul.  Az eredeti cikk szerkesztőit annak laptörténete sorolja fel. Ez a jelzés csupán a megfogalmazás eredetét és a szerzői jogokat jelzi, nem szolgál a cikkben szereplő információk forrásmegjelöléseként.